# Rodovia Caminho do Mar
La  Rodovia Caminho do Mar  est une autoroute de l'État de São Paulo au Brésil codifiée SP-148.